# Huichapan
Huichapan est une localité mexicaine de l'État de l'État d'Hidalgo. Son nom vient du nahuatl : Huexoapan huexotl, “saule”, atl, eau et pain, “rivière” et signifie donc “ rivière des saules”.

## Personnalité
- Pedro María Anaya né en 1795 à Huichapan, Général et Président du Mexique à deux reprises.
- Abundio Martínez compositeur.

## Source
- Huichapan sur e-local.gob.mx